# Shanghua, Guangdong
Shanghua (kinesiska: 上华) är en köping i sydöstra Kina. Den ligger i stadsdistriktet Chenghai i staden Shantou i provinsen Guangdong, omkring 350 kilometer öster om provinshuvudstaden Guangzhou. Antalet invånare är 35 570. Befolkningen består av 17 706 kvinnor och 17 864 män. Barn under 15 år utgör 18,0 %, vuxna 15-64 år 72 %, och äldre över 65 år 9,0 %.